# Stanley Milgram
Stanley Milgram (Bronx, 15 d'agost de 1933 - Manhattan, 20 de desembre de 1984) va ser un psicòleg social, responsable dels experiments Milgram, en els quals va estudiar l'obediència de diferents persones cap a l'autoritat. Aquests experiments van causar molta controvèrsia, degut a la falta d'empatia cap als participants. Els experiments van ser realitzats durant els anys seixanta, mentre assistia a un professor al departament de psicologia a la prestigiosa universitat de Yale.

## Biografia

### Família
Stanley Milgram va néixer el 15 d'agost del 1933, al Bronx, Nova York. Fill de mare Romanesa, Adele, i pare hongarès, Samuel Milgram, ambdós immigrants com a conseqüència de la primera guerra mundial; Stanley era el germà mitjà, tenia una germana, un any més gran (Marjorie Milgram) i un germà, cinc anys més petit (Joel Milgram). Samuel, el pare de la família, proveïa el just, treballant a un forn de pa. Va treballar al forn fins al dia de la seva mort, l'any 1953, va ser aleshores quan la seva mare es va fer càrrec del negoci familiar, per a poder mantenir a la família.
Milgram es va casar amb Alexandra Menkin, en una cerimònia a la Sinagoga de Germanor a “Greenwich Village”, Manhattan, el 10 de desembre de 1961. Va tenir dos fills amb la seva dona Alexandra, Michele i Marc.

### Estudis
Stanley va graduar-se amb l'excel·lència i en només tres anys al James Monroe High School. Allà va conèixer a Philip Zimbardo, un company i futur psicòleg social. Durant els tres anys d'institut, es va guanyar la bona reputació de líder i treballador.
El 1954 Milgram es va llicenciar en ciències polítiques a Queens College, va ser aleshores quan els seus interessos van canviar cap a la psicologia. Va sol·licitar una plaça al programa de relacions socials a la Universitat Harvard, però va ser rebutjat, degut a la seva falta d'experiència i coneixement, ja que mai abans havia estudiat psicologia. Aquell mateix any, Milgram va fer sis cursos de psicologia, es va tornar a presentar, i va aconseguir la seva plaça a Harvard. Sis anys més tard, al 1960, es va graduar amb un doctorat en psicologia, tenint com a professor a Gordon Allport.
Va morir als 51 anys, al 20 de desembre del 1984, a Manhattan, Nova York, degut a un atac cardíac. Ja havia patit quatre atacs cardíacs abans, el cinquè va ser letal.

## Vida professional
Mentre Milgram es graduava de la universitat, va estar un any treballant com a assistent d'investigació de Solomon Asch a Yale, qui estava estudiant la conformitat als grups socials. Milgram va ser inspirat per l'estudi d'Asch, va ser allò el que va posar en marxa el seu primer experiment, al 1961 i, per tant, el seu primer èxit. Del 1963 al 1966, va treballar com a assistent de professor al departament de relacions socials a Harvard, amb un contracte de tres anys, el qual va ser prolongat un any més. Degut a la controvèrsia que va tenir el seu primer experiment social (l'experiment a l'obediència), a Milgram se li va negar el seu càrrec a Harvard. Fins que al 1967 va acceptar una oferta com a professor a la Universitat City University of New York Graduate Center. Va treballar allà la resta de la seva vida, fins al 1984.

## Experiments

### Obediència cap a l'autoritat
Milgram va estar molt influenciat per l'holocaust, ja que la seva família el va viure en primera persona. De fet, el va portar a fer l'experiment d'"obediència cap a l'autoritat". Milgram volia saber aquelles causes o situacions que portaven a les persones a perjudicar o maltractar als altres.

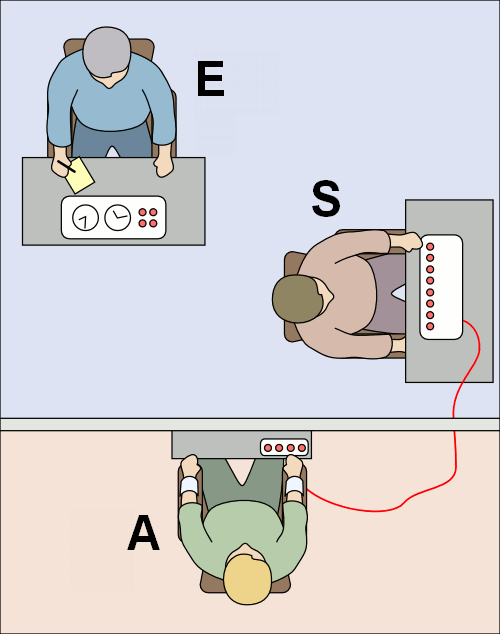
Experiment “Obediència cap a l'Autoritat”.

Va desenvolupar un estudi, el qual va ser el motiu de la seva fama. Per a desenvolupar-lo, Milgram va enviar una carta a quaranta homes seleccionats, en ella deia que anaven a participar en un estudi sobre l'aprenentatge a la Universitat Yale.
Una vegada reunits els individus seleccionats, els van explicar a un per un, el procediment: ells serien els educadors, i serien emparellats amb un altre dels individus seleccionats, el qual seria l'alumne. La part clau de l'experiment era que tots els alumnes eren actors i que serien acompanyats per un científic, també actor; però els participants seleccionats desconeixien això.
Als educadors, és a dir als participants, se'ls va explicar que cada vegada que l'alumne fallava una pregunta havien de pressionar un botó que els provocaria una descàrrega elèctrica, cada vegada més potent i perillosa. Els actors cada vegada fingien un crit de dolor més intens. Arribava un punt que la descàrrega era massa dolorosa i els educadors es començaven a negar a continuar amb l'experiment, en comunicar-ho al "científic supervisor", aquest responia amb afirmacions com ara, "l'experiment requereix que continuïs" o "no tens més opció que seguir endavant". Un 65% dels participants van continuar fins a l'última descarrega (450 volts), mentre que el 35% restant van negar-se a continuar l'experiment al voltant dels 300 volts.
Milgram va poder observar diverses coses:
Quan el subjecte obeeix els dictats de l'autoritat, la seva consciència deixa de funcionar, aleshores, es produeix una abdicació de la responsabilitat. Els subjectes són més obedients com menys contacte han tingut amb la víctima i com més lluny es troben físicament d'aquesta. El subjecte tendeix a justificar els seus actes inexplicables. Mentre més acadèmicament format menys intimidació es té cap a l'autoritat, així doncs disminueix l'obediència. Si l'autoritat és més propera al subjecte, hi ha major obediència cap a tal.
Aquest experiment va tenir molta controvèrsia, a causa de la crueltat que podria suposar per a la gran majoria de subjectes. Fer experiments socials sol resultar poc ètic, ja que s'experimenta amb éssers humans, els quals tenen una consciència que pot resultar afectada. L'experiment va ser considerat immoral, perquè els participants van ser portats per creure que administraven descàrregues elèctriques a persones reals. Els participants no eren conscients que l'estudiant era un actor. De totes maneres, Milgram va insistir que l'engany era necessari de produir els resultats desitjats de l'experiment.

### Altres experiments
A part de l'experiment de l'obediència cap a l'autoritat, Milgram va fer-ne alguns més, entre ells:

#### Carta perduda
Milgram va desenvolupar una tècnica, anomenada experiment de la «carta perduda». D'aquesta manera podria mesurar l'interès de les persones a ajudar a desconeguts que no hi són presents, i les seves actituds cap a diversos grups i entitats.

#### Comportament antisocial
En aquest experiment s'enviava a diverses persones un formulari amb tres opcions: robar diners a una caritat, donar diners a la mateixa o cap de les anteriors. L'experiment es va fer per a comprovar si la taxa de cada elecció es veia influida en veure accions similars al final d'un episodi especialment elaborat de la popular serie Medical Center.

## Llegat
Els 19 diferents experiments que va realitzar Milgram sobre l'obediència han demostrat que les persones estan disposades a obeir a una figura d'autoritat sabent que les accions que realitzen són immorals. Molts dels experiments de Milgram apareixen a diversos llibres d'introducció a la psicologia. Tot sent reconegut per procurar el benestar dels subjectes, Milgram ha estat bastant criticat pel possible impacte emocional negatiu que pateixen els mateixos subjectes.
L'any 2017, més de cinquanta anys després, es va repetir l'experiment de l'obediència cap a l'autoritat. Els resultats obtinguts van ser els mateixos que cinquanta anys enrere.